# Castanotherium plasoni
Castanotherium plasoni är en mångfotingart som först beskrevs av Carl Graf Attems 1943.  Castanotherium plasoni ingår i släktet Castanotherium och familjen Zephroniidae. Inga underarter finns listade i Catalogue of Life.